# Neochlamisus comptoniae
Neochlamisus comptoniae es una especie de escarabajo verrugoso de la familia Chrysomelidae. Fue descrita científicamente por Brown en 1943. Se encuentra en América del Norte.